# سیارک ۷۸۶۵
سیارک ۷۸۶۵ (به انگلیسی: 7865 Francoisgros، نامگذاری:1982FG3)۷۸۶۵مین سیارک کشف شده‌است که در ۲۱ مارس ۱۹۸۲ کشف شد.